# Dünzelbach 87
Dünzelbach 87 ist ein ehemaliges Gräflich Toerringsches Forsthaus im Ortsteil Dünzelbach der Gemeinde Moorenweis. Der nach 1765 errichtete zweigeschossige Putzbau mit steilem Satteldach ist unter der Nummer D-1-79-138-10 als Denkmalschutzobjekt in der Liste des Bayerischen Landesamtes für Denkmalpflege eingetragen.